# 強獸人
強獸人（Uruk-hai），是英國作家J·R·R·托爾金小說《魔戒》內的虛構種族，在第三紀元先後被黑暗魔君索倫及白袍巫師薩魯曼創造出來。
強獸人源自於半獸人，半獸人是精靈受邪惡力量折磨而成的生物，而強獸人是薩魯曼混合半獸人與迷霧山脈的哥布林改造來的（電影說法），薩魯曼說：「半獸人是精靈受邪惡力量折磨而成的生物，到了我手上，達到完美的境界，我的強獸人戰士」。強獸人對薩魯曼異常忠誠，肌肉結實，皮膚是黑褐色，血和半獸人一樣是黑色的，不怕陽光（半獸人不喜歡陽光），身高比人類和精靈還有半獸人高，戰鬥能力也很高，善於使用各種殺傷力強大的武器。薩魯曼部下的強獸人在頭盔上有S形的精靈符文，盾牌上有白掌印。

## 歷史
強獸人在魔戒聖戰期間發揮了重要作用。
薩魯曼派出一隊由烏骨陸帶領的強獸人追殺魔戒遠征隊，他們用箭射殺了波羅莫，綁走梅里與皮聘。在前往艾辛格途中，強獸人一直跟來自迷霧山脈及魔多的半獸人爭執不斷；在法貢森林邊緣，這支強獸人與半獸人的組合部隊被伊歐墨領導的洛汗騎士殲滅。
後來，薩魯曼從艾辛格派出了由強獸人、半獸人和登蘭德野人組成的大軍進攻洛汗國。在聖盔谷之戰中，所有的強獸人與半獸人都被野樹人給殲滅。

## 電影
強獸人在彼得·傑克森執導的《魔戒電影三部曲》裡均有亮相；首部曲強獸人出現於追殺魔戒遠征隊等畫面，二部曲出現於攻擊聖盔谷，三部曲出現於西力斯昂哥要塞。強獸人不太喜歡半獸人，所以常與半獸人起衝突，如西力斯昂哥要塞的內鬨（參見電影三部曲）。
電影中，強獸人在艾辛格地下的「生殖坑」被繁殖出來，第一個出生的強獸人是路茲，他奉薩魯曼之命帶一百個強獸人去追殺魔戒遠征隊。進攻聖盔谷的強獸人軍隊可分為刀手、槍手、十字弓手、工兵和狂戰士:122-127。

## 外部連結
- 強獸人 （页面存档备份，存于）在Tolkien Gateway上的條目（英文）